# ファビアン・レーゼ
ファイビアン・レーゼ（Fabian Reese 、1997年11月29日 - ）は、ドイツのプロサッカー選手。ヘルタ・ベルリン所属。ポジションはFW。

## 経歴

### クラブ
地元クラブであるホルシュタイン・キールの下部組織でプレーをはじめ、2013年にシャルケ04の下部組織に移籍。
プロ契約前の2015年11月21日、リーグ戦第14節のFCバイエルン・ミュンヘン戦で途中出場しトップチームデビューを飾った。2016年2月16日、シャルケと2019年6月30日までのプロ契約を締結した。
2018年1月、ブンデスリーガ2部のSpVggグロイター・フュルトに期限付き移籍。
2023年1月、ブンデスリーガ2部のヘルタ・ベルリンにフリー移籍

### 代表
ユース年代からドイツ代表に選出されている。U-20代表チームの一員として臨んだ2017 FIFA U-20ワールドカップでは4試合に出場し1ゴールを記録した。